# Spolkový úřad pro migraci a uprchlíky
Spolkový úřad pro migraci a uprchlíky (německy Bundesamt für Migration und Flüchtlinge, zkratkou BAMF) je úřad Spolkové republiky Německo, do jehož kompetence patří zejména rozhodování o azylu a deportaci a integrace přistěhovalců. Od založení 12. ledna 1953 se jmenoval Spolkový úřad pro uznávání zahraničních uprchlíků (německy Bundesamt für die Anerkennung ausländischer Flüchtlinge), k přejmenování došlo od 1. ledna 2005 zákonem o přistěhovalectví z roku 2004. Hlavní sídlo úřadu je v Norimberku v Bavorsku, kde sídlí v bývalých kasárna SS postavených v roce 1938. Úřad spadá pod Spolkové ministerstvo vnitra.